# Elecciones parlamentarias de Comoras de 2025
Las elecciones parlamentarias de Comoras de 2025 se celebraron en las Comoras el 12 de enero de 2025, con una repetición el 30 de enero de 2025. 

## Sistema electoral
Los 33 escaños de la Asamblea de la Unión se eligen en circunscripciones uninominales mediante el sistema de doble vuelta. En las Comoras, la edad para votar es de 18 años, y el voto es opcional.

## Campaña
Algunos partidos de la oposición boicotearon las elecciones, incluido el Partido Juwa del expresidente Ahmed Abdallah Mohamed Sambi, que ya había boicoteado las elecciones de 2020. En Mohéli, solo una de las cinco circunscripciones de la isla fue disputada debido a los boicots.

## Resultados
La Convención para la Renovación de las Comoras, partido gobernante del presidente Azali Assoumani, mantuvo la mayoría en la Asamblea tras obtener 28 de los 33 escaños en la primera vuelta, según los resultados electorales anunciados el 14 de enero. También resultó elegido un candidato de la oposición. Nour El Fath Azali, de 39 años, hijo del presidente Assoumani y secretario general del gobierno desde julio de 2024, fue elegido en la circunscripción 28 (Hambou) con más del 78 % de los votos emitidos, según los resultados publicados por la Comisión Electoral Independiente. El Tribunal Supremo anunciaría los resultados finales el 22 de enero. Los resultados en las circunscripciones n.º 12 Domoni 1, n.º 14 Domoni 3, n.º 17 Nioumakélé 3 y n.º 25 Itsandra Sur fueron anulados por el Tribunal Supremo, y se programó una nueva votación para el 30 de enero de 2025.